# 10435 Тієрд
10435 Тієрд (10435 Tjeerd) — астероїд головного поясу, відкритий 24 вересня 1960 року.
Тіссеранів параметр щодо Юпітера — 3,280.